# مات شابمان
مات شابمان (بالإنجليزية: Matt Chapman)‏ هو لاعب كرة قاعدة أمريكي، ولد في 28 أبريل 1993 في فيكتورفيل في الولايات المتحدة.

## وصلات خارجية
- مات شابمان على موقع دوري كرة القاعدة الرئيسي (الإنجليزية)
- مات شابمان على موقعبيزبول رفرنس.كوم (الدوري الرئيسي) (الإنجليزية)
- مات شابمان على موقعبيزبول رفرنس.كوم (الدوري الثانوي) (الإنجليزية)
- مات شابمان على موقع إي إس بي إن.كوم (أم.أل.بي) (الإنجليزية)
- مات شابمان على موقع مشجعي الرسوم البيانية (الإنجليزية)